# Sargeist
Sargeist este o formație de origine finlandeză de black metal întemeiată în anul 1999. La început a fost doar un proiect solo al lui Shatraug, membru al formației finlandeze Horna, dar începând cu anul 2000 tot mai mulți membri ai scenei i s-au alăturat. Los Volos, fostul toboșar al formației Blutrache, a fost unul dintre primele persoane care s-au alăturat proiectului. Materialele erau lansate de către propria casă de discuri, Warmoon Records. După lansarea demoului Tyranny Returns în 2001, line-upul era completat de Hoath Torog și Horns, ambii membri ai formației Behexen. În tarziul anilor 2000, Sargeist au semnat un contract cu Moribund Cult, rămânând până în ziua de azi la aceeași casă de discuri. Componența formației a rămas stabila până în ziua de azi. Atât din punct de vedere al muzicii, cât și din cel al versurilor, Sargeist a rămas fidel black metalului scandinavian. Versurile au că subiect satanismul și blasfemia anti-creștină , dar și întunericul, depresia, mizantropia și ură. Numele grupului combină doi termeni germanici, „sarg” (cosciug) și „geist” (spirit), și derivă din numele melodiei „The Old Coffin Spirit”, scrisă de Rotting Christ. De asemenea, specific formațiilor de black metal, toți membrii folosesc pseudonime. Într-un interviu dat unei publicații cehe, Shatraug a declarat că toți cei din Sargeist sunt sataniști: „Toți membrii Sargeist sunt sataniști. Credem în conceptul de voință de fier și în disciplină, în forța intrinsecă a sufletului ghidată de întunecatul Satan. Fiecare biserică ocultă, religie, grup, sectă are propriile ei credințe, dar eu cred mai mult în Thelema. Nu știu care este interesul celorlalți colegi. Ele nu sunt simple credințe personale, există o singură ființă întunecată în spatele minții noastre”. Sursele de inspirație sunt experiențele oculte, cititul, introspecția, inclusiv lucrurile de zi cu zi. Liderul grupului și-a caracterizat proiectul drept „un black metal tradițional filtrat prin inima și sufletul minții umane. Sargeist este forța și disperarea din emoție”.

## Membri
- Shatraug (Ville Pystynen)– chitară[1]
- Hoath Torog (Marko Saarikalle) – voce
- Horns (Jani Rekola) – baterie

## Fosti membri
- Lord Volos – baterie (pe Heralding the Breath of Pestilence)
- Gorsedd Marter – [necunoscut] (pe demoul Tyranny Returns)
- Makha Karn – [necunoscut] (pe demoul Tyranny Returns)

## Discografie
| An   | Titlu                              | Tip                              |
| ---- | ---------------------------------- | -------------------------------- |
| 1999 | Nockmaar                           | Demo                             |
| 2000 | Heralding the Breath of Pestilence | Demo                             |
| 2001 | Tyranny Returns                    | Demo                             |
| 2002 | Reaping with Curses and Plague     | Single (split cu Merrimack)      |
| 2003 | Satanic Black Devotion             | Album de studio                  |
| 2004 | Wraith Messiah                     | Single (split cu Temple of Baal) |
| 2004 | In Ruin and Despair                | (EP) (split cu Horned Almighty)  |
| 2004 | Sargeist & Funeral Elegy           | (EP) (split cu Funeral Elegy)    |
| 2005 | Disciple of the Heinous Path       | Album de studio                  |
| 2006 | Dead Ravens Memory                 | Single (split cu Bahimiron)      |
| 2008 | The Dark Embrace                   | (EP)                             |
| 2010 | Let The Devil In                   | Album de studio                  |
| 2011 | Lair of Necromancy                 | (EP)                             |
| 2014 | Feeding the Crawling Shadows       | Album de studio                  |
| 2018 | Unbound                            | Album de studio                  |
| 2019 | Death Veneration                   | (EP)                             |

- 2005: Funeral Curses (compilație)
- 2013: The Rebirth of a Cursed Existence (compilație)